# Gare de Huy
Pour les articles homonymes, voir Gare de Huy (homonymie).
La gare de Huy est une gare ferroviaire belge de la ligne 125 de Liège à Namur située à proximité du centre-ville de Huy, en Région wallonne dans la province de Liège. 
Elle est mise en service en 1850 par la Compagnie du chemin de fer de Namur à Liège. C'est une gare de la Société nationale des chemins de fer belges (SNCB) desservie par des trains InterCity (IC) et omnibus (L).

## Situation ferroviaire
Établie à 76 m d'altitude, la gare de Huy est située au point kilométrique (PK) 29,4 de la ligne 125, de Liège à Namur, entre les gares ouvertes d'Ampsin et de Statte.

## Histoire

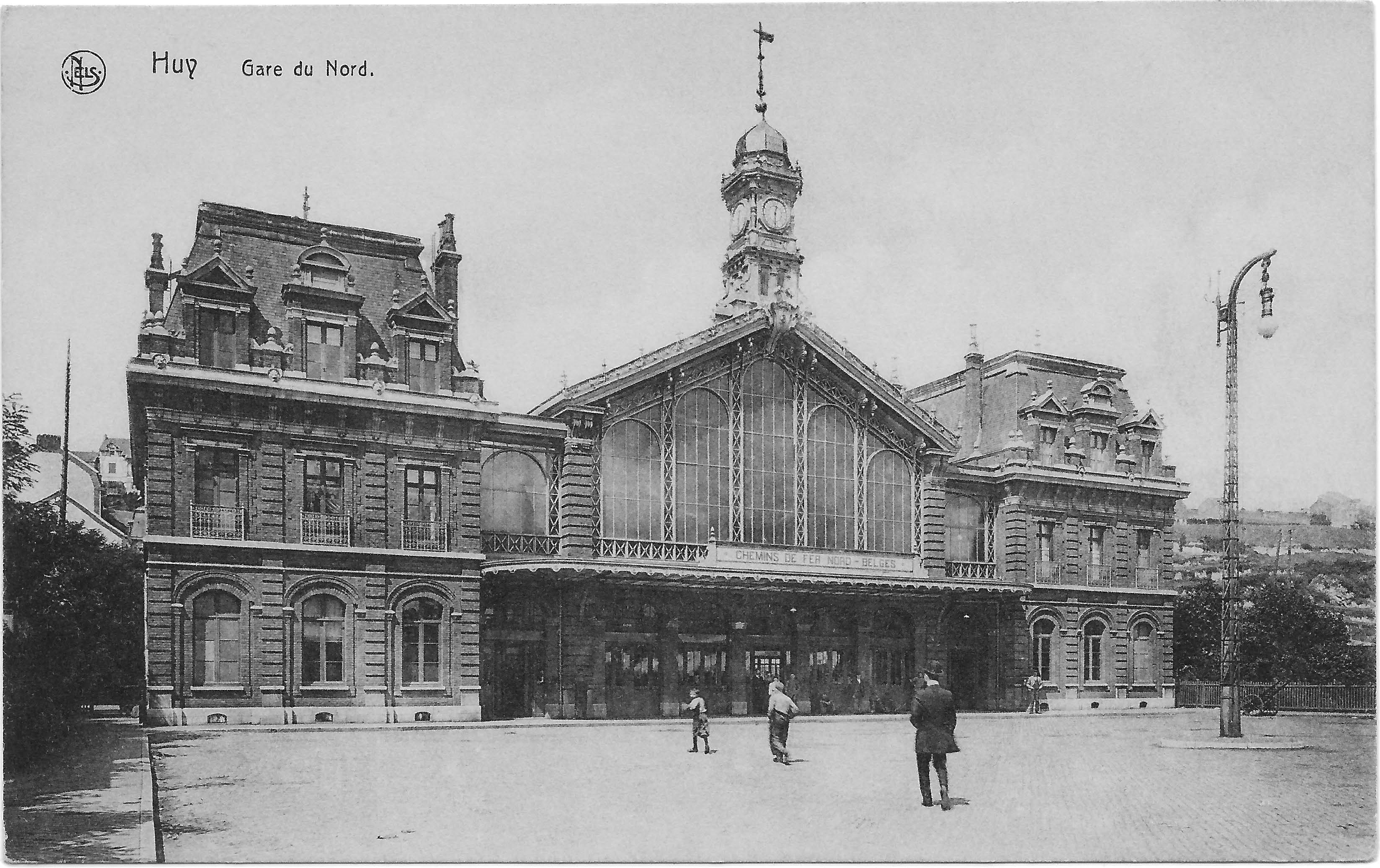
Ancienne gare

La station de Huy est mise en service le 18 novembre 1850 par la Société des chemins de fer de Namur à Liège et de Mons à Manage avec leurs extensions, lorsqu'elle ouvre à l'exploitation la section principale de sa ligne de Namur à Liège. Cette première gare à rebroussement, est établie en cul-de-sac à proximité de l'actuelle poste.
Le 1er janvier 1854, l'exploitation de la ligne et notamment de la gare de Huy est reprise en location par la Compagnie du Nord - Belge, suivant la convention signée entre la Compagnie du Namur - Liège et la Compagnie des chemins de fer du Nord (française).
En 1886, la Compagnie du Nord-Belge, désirant améliorer les temps de parcours, supprime le rebroussement en construisant une nouvelle gare de passage. Le bâtiment voyageurs, quoique plus modeste, est inspiré de ceux des gares de Roubaix, Tourcoing et d'Arras. Les deux premières sont l’œuvre de l'architecte Sidney Dunnett.
Le bâtiment voyageurs du Nord-Belge laisse la place à un nouvel édifice en 1975.
En 2021, les quais et leurs abris datant des années 1970 sont entièrement renouvelés.

## Service des voyageurs

### Accueil
Gare SNCB, elle dispose d'un bâtiment voyageurs, avec guichet, ouvert tous les jours et des automates pour l'achat de titres de transport. Des aménagements, équipements et services sont à la disposition des personnes à la mobilité réduite. Un buffet est installé dans la gare.

### Desserte
Huy est desservie est desservie par des trains InterCity (IC), Omnibus (L) et Heure de pointe (P) de la SNCB qui empruntent la ligne commerciale 125.
En semaine, Huy est desservi par quatre dessertes cadencées à l’heure :
- des trains IC-18 entre Liège-Saint-Lambert et Bruxelles-Midi via Namur. Deux de ces trains sont prolongés vers Tournai l’après-midi et depuis Tournai le matin. Le matin, lors des vacances, un autre train continue vers Ostende (retour l’après-midi) ;
- des trains IC-25 entre Liège-Saint-Lambert et Mons via Namur, Charleroi-Central et La Louvière-Sud ;
- des trains L entre Liège-Guillemins et Namur.

Aux heures de pointe, il existe quelques trains supplémentaires :
- un train P entre Liège-Guillemins et Statte dans chaque sens (le matin) ;
- deux trains P entre Huy et Namur (le matin) ;
- deux trains P entre Namur et Huy (l’après-midi) ;
- un train P de Liège-Guillemins à Statte (l’après-midi) ;
- un train P de Huy à Liège-Guillemins (l’après-midi).

Les week-ends et jours fériés, la desserte est constituée des trains suivants :
- des trains IC-18 entre Liers et Mouscron via Namur, Charleroi-Central, La Louvière-Sud, Mons et Tournai (toutes les heures) ;
- des trains L entre Liège-Guillemins et Namur (toutes les deux heures).

### Intermodalité
Un parking gratuit pour les véhicules y est aménagé. Des arrêts permettent des correspondances avec des bus du réseau de l'Opérateur de transport de Wallonie (TEC).

## Comptage voyageurs
Ce graphique et tableau montre le nombre de voyageurs embarquant en moyenne durant la semaine, le samedi et le dimanche.
| Nombre de passagers qui embarquent à la gare de Huy | Nombre de passagers qui embarquent à la gare de Huy | Nombre de passagers qui embarquent à la gare de Huy | Nombre de passagers qui embarquent à la gare de Huy |
|                                                     | Semaine                                             | Samedi                                              | Dimanche                                            |
| --------------------------------------------------- | --------------------------------------------------- | --------------------------------------------------- | --------------------------------------------------- |
| 1977                                                | 1 941                                               | 502                                                 | 512                                                 |
| 1978                                                | 2 002                                               | 519                                                 | 446                                                 |
| 1979                                                | 1 739                                               | 543                                                 | 483                                                 |
| 1980                                                | 1 756                                               | 471                                                 | 425                                                 |
| 1981                                                | 1 969                                               | 455                                                 | 616                                                 |
| 1982                                                | 2 191                                               | 563                                                 | 630                                                 |
| 1983                                                | 2 254                                               | 536                                                 | 428                                                 |
| 1984                                                | 1 752                                               | 567                                                 | 543                                                 |
| 1985                                                | 2 315                                               | 550                                                 | 594                                                 |
| 1986                                                | 2 331                                               | 484                                                 | 598                                                 |
| 1987                                                | 1 700                                               | 582                                                 | 494                                                 |
| 1988                                                | 2 386                                               | 603                                                 | 717                                                 |
| 1989                                                | 1 816                                               | 542                                                 | 600                                                 |
| 1990                                                | 1 764                                               | 449                                                 | 507                                                 |
| 1991                                                | 2 101                                               | 619                                                 | 437                                                 |
| 1992                                                | 2 342                                               | 491                                                 | 637                                                 |
| 1993                                                | 2 037                                               | 616                                                 | 680                                                 |
| 1994                                                | 2 462                                               | 631                                                 | 369                                                 |
| 1995                                                | 1 740                                               | 465                                                 | 475                                                 |
| 1996                                                | 1 842                                               | 521                                                 | 408                                                 |
| 1997                                                | 1 895                                               | 475                                                 | 429                                                 |
| 1998                                                | 1 387                                               | 512                                                 | 484                                                 |
| 1999                                                | 1 494                                               | 472                                                 | 464                                                 |
| 2000                                                | 1 646                                               | 614                                                 | 546                                                 |
| 2001                                                | 1 777                                               | 397                                                 | 491                                                 |
| 2002                                                | 2 217                                               | 500                                                 | 533                                                 |
| 2003                                                | 1 915                                               | 622                                                 | 570                                                 |
| 2004                                                | 2 427                                               | 560                                                 | 528                                                 |
| 2005                                                | 2 811                                               | 711                                                 | 562                                                 |
| 2006                                                | 2 235                                               | 670                                                 | 542                                                 |
| 2007                                                | 2 471                                               | 688                                                 | 502                                                 |
| 2008                                                | -                                                   | -                                                   | -                                                   |
| 2009                                                | 2 625                                               | 756                                                 | 629                                                 |
| 2010                                                | -                                                   | -                                                   | -                                                   |
| 2011                                                | -                                                   | -                                                   | -                                                   |
| 2012                                                | 2 832                                               | 851                                                 | 857                                                 |
| 2013                                                | 2 772                                               | 766                                                 | 738                                                 |
| 2014                                                | 2 794                                               | 830                                                 | 792                                                 |
| 2015                                                | 2 562                                               | 743                                                 | 817                                                 |
| 2016                                                | 2 182                                               | 866                                                 | 649                                                 |
| 2017                                                | 2 392                                               | 719                                                 | 619                                                 |
| 2018                                                | 2 169                                               | 535                                                 | 489                                                 |
| 2019                                                | 2 058                                               | 719                                                 | 592                                                 |
| 2020                                                | 1 465                                               | 569                                                 | 516                                                 |
| 2021                                                | -                                                   | -                                                   | -                                                   |
| 2022                                                | 1 991                                               | 705                                                 | 658                                                 |
| 2023                                                | 2 182                                               | 695                                                 | 613                                                 |
| 2024                                                | 2 271                                               | 1 148                                               | 1 094                                               |

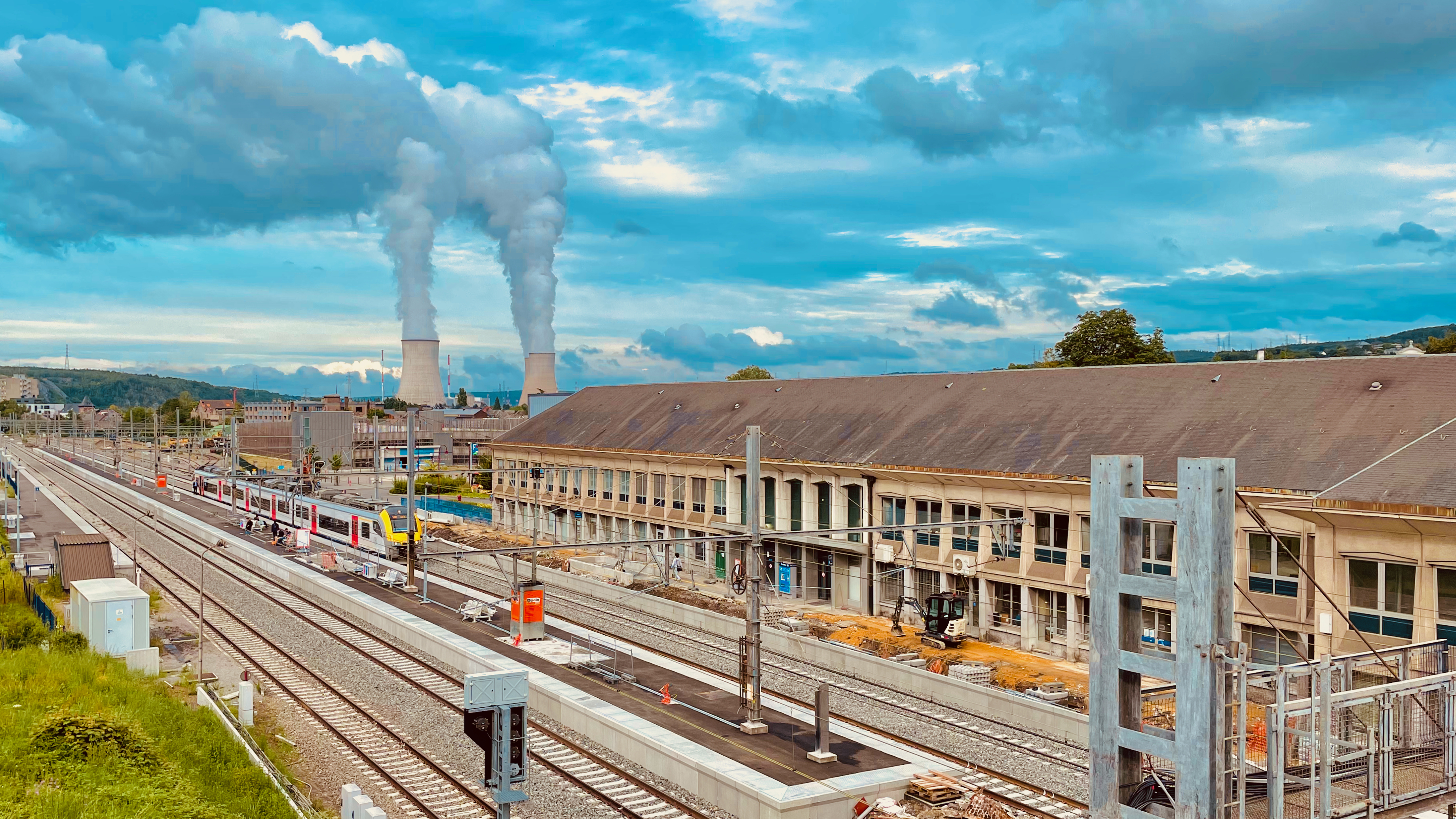
Nouveaux quais en construction (2021).
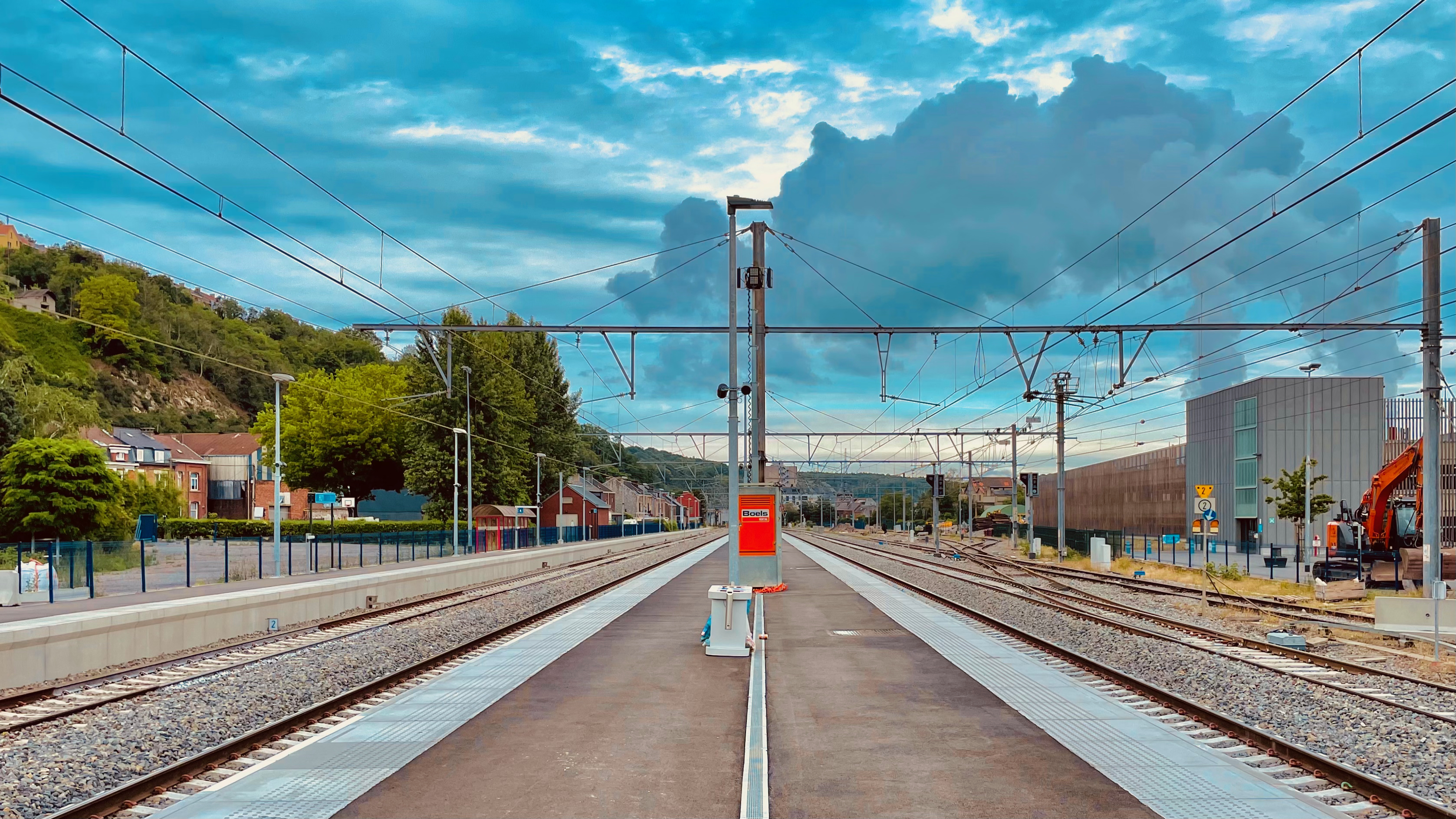
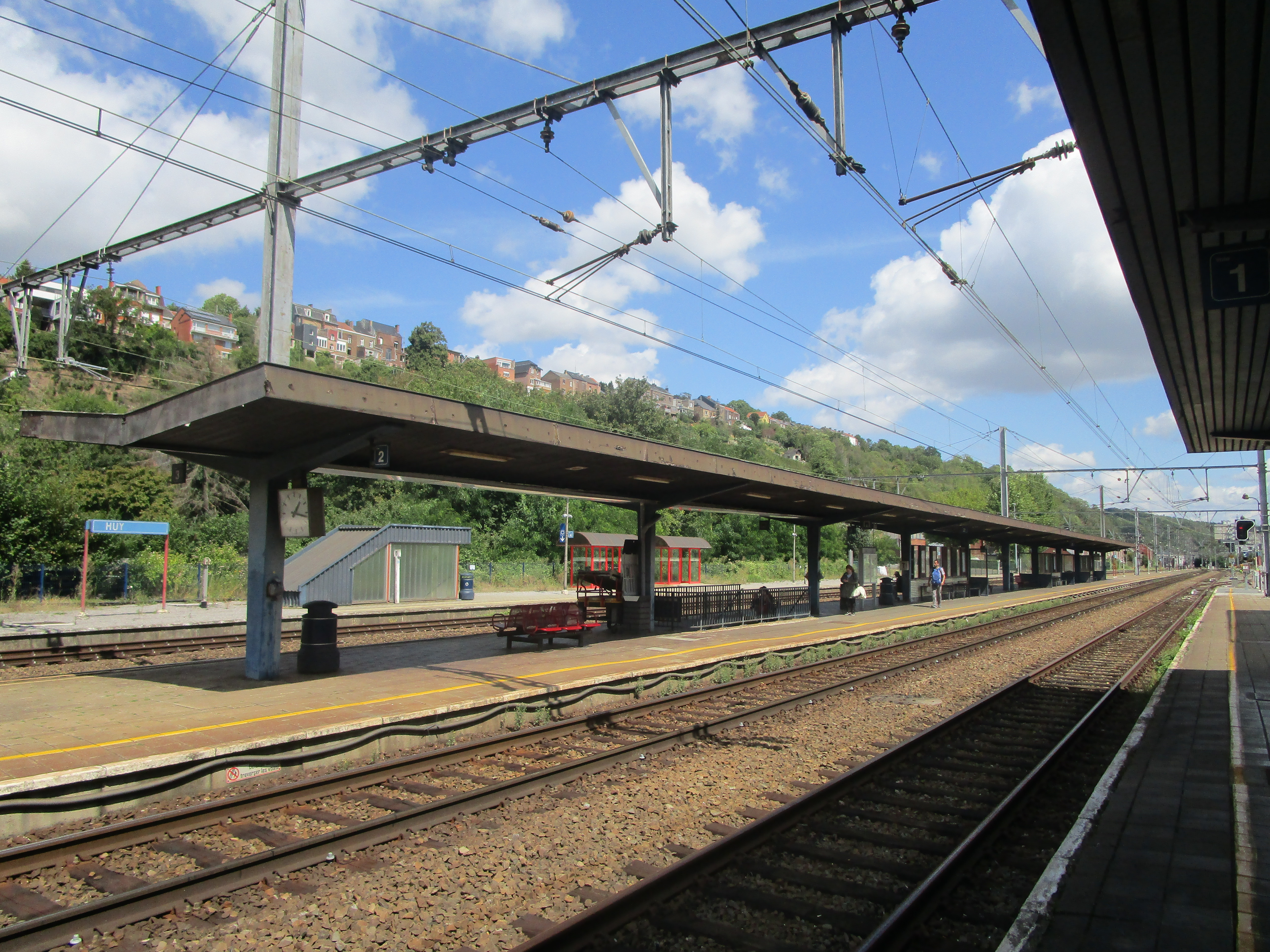
Anciens abris de quai.
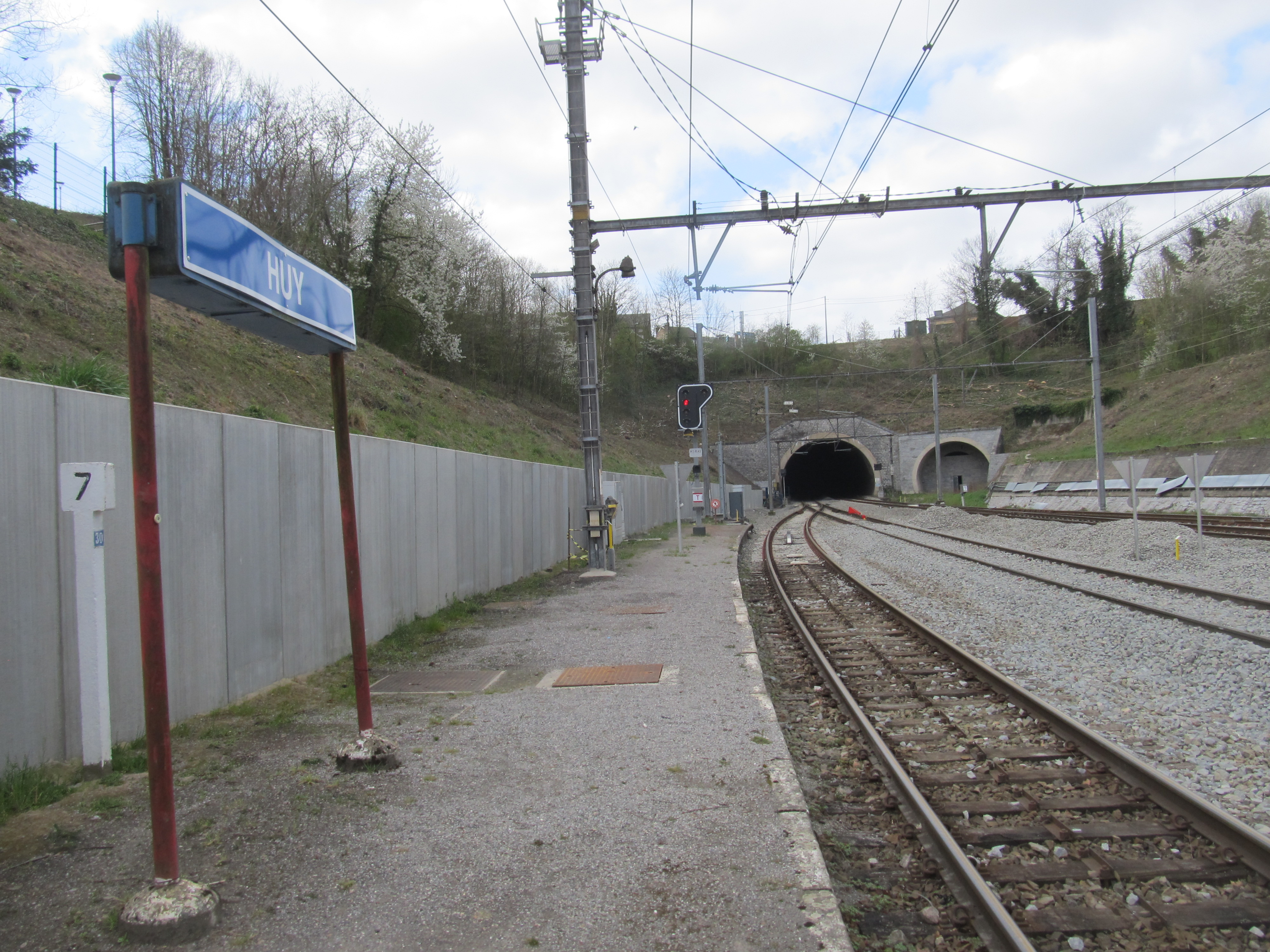
Tunnels ferroviaires de Huy (ancien et actuel).